# ヤンデル・グスターブ
- ヤンデル・グスタベ

ヤンデル・フランシスコ・グスターブ（Jandel Francisco Gustave, 英語発音: /jɑnˈdɛl guˈstɑvi/; 1992年10月12日 - ）は、ドミニカ共和国ドゥアルテ州ピメンテル出身のプロ野球選手（投手）。右投右打。

## 経歴

### プロ入りとアストロズ時代
2010年5月25日にアマチュア・フリーエージェントでヒューストン・アストロズと契約してプロ入り。契約後、傘下のルーキー級ドミニカン・サマーリーグ・アストロズでプロデビュー。14試合（先発5試合）に登板して0勝5敗、防御率8.20、27奪三振を記録した。
2011年もルーキー級ドミニカン・サマーリーグ・アストロズでプレーし、14試合（先発1試合）に登板して0勝4敗、防御率12.10、19奪三振を記録した。
2012年にアメリカ本土へ渡り、ルーキー級ガルフ・コーストリーグ・アストロズでプレー。10試合（先発4試合）に登板して2勝1敗、防御率5.79、22奪三振を記録した。
2013年はアパラチアンリーグのルーキー級グリーンビル・アストロズでプレーし、10試合に先発登板して2勝3敗、防御率2.68、49奪三振を記録した。
2014年はA級クァッドシティーズ・リバーバンディッツでプレーし、23試合（先発14試合）に登板して5勝5敗2セーブ、防御率5.01、82奪三振を記録した。
2014年12月11日に行われたルール・ファイブ・ドラフトでボストン・レッドソックスから指名され移籍したが、同日にトレードでカンザスシティ・ロイヤルズへ移籍した。
2015年3月24日にウェイバー公示された後、26日にサンディエゴ・パドレスへ移籍。さらに4月3日にルール・ファイブ・ドラフトの規定に従い、元球団のアストロズへ返却された。この年はAA級コーパスクリスティ・フックスでプレーし、46試合に登板して5勝2敗、防御率2.15、49奪三振を記録した。
2016年はAAA級フレズノ・グリズリーズで開幕を迎え、8月10日にメジャー初昇格を果たし、翌11日のミネソタ・ツインズ戦でメジャーデビュー。最終的には14試合に登板し、防御率3.28・1勝とメジャー初勝利を挙げた。また、投球イニング15.1回を超える16三振を奪い、三振を取る力がある事を示した。なお、AAA級フレズノでは、47試合の登板で3勝3敗3セーブ、防御率3.79、23四球、55奪三振という成績を残した。
2017年は初めて開幕25人枠入りした。6試合に登板した後、トミー・ジョン手術が必要となり、6月に同手術を受けた。
2018年は前年の手術の影響で、シーズンを全休した。オフの10月30日にFAとなった。

### ジャイアンツ時代
2019年2月13日にサンフランシスコ・ジャイアンツとマイナー契約を結び、スプリングトレーニングに招待選手として参加することになった。開幕は傘下のAAA級サクラメント・リバーキャッツで迎え、7月18日にメジャー契約を結んだ。この年は23試合に登板して1セーブ、防御率2.96、17奪三振を記録した。
2020年8月2日にDFAとなり、9日にマイナー契約となった。

### パイレーツ傘下時代
2020年8月17日にピッツバーグ・パイレーツへ移籍したと報道され、9月6日に正式発表された。この年は新型コロナウイルスの影響でマイナーリーグの試合が開催されず、メジャーにも昇格しなかったため、公式戦の登板は無かった。
2021年は5月のマイナーリーグ開幕から傘下のAAA級インディアナポリス・インディアンスでプレーした。

### ブルワーズ時代
2021年6月25日にサミュエル・エスクデロとのトレードで、トロイ・ストークス・ジュニアと共にミルウォーキー・ブルワーズへ移籍した。移籍後は傘下のAAA級ナッシュビル・サウンズへ配属され、
7月7日にメジャー契約を結んでアクティブ・ロースター入りした。

## 詳細情報

### 年度別投手成績
| 年 度    | 球 団    | 登 板 | 先 発 | 完 投 | 完 封 | 無 四 球 | 勝 利 | 敗 戦 | セ 丨 ブ | ホ 丨 ル ド | 勝 率 | 打 者 | 投 球 回 | 被 安 打 | 被 本 塁 打 | 与 四 球 | 敬 遠 | 与 死 球 | 奪 三 振 | 暴 投 | ボ 丨 ク | 失 点 | 自 責 点 | 防 御 率 | W H I P |
| -------- | -------- | ----- | ----- | ----- | ----- | -------- | ----- | ----- | -------- | ----------- | ----- | ----- | -------- | -------- | ----------- | -------- | ----- | -------- | -------- | ----- | -------- | ----- | -------- | -------- | ------- |
| 2016     | HOU      | 14    | 0     | 0     | 0     | 0        | 1     | 0     | 0        | 0           | 1.000 | 60    | 15.1     | 13       | 2           | 4        | 0     | 0        | 16       | 2     | 0        | 6     | 6        | 3.52     | 1.11    |
| 2017     | HOU      | 6     | 0     | 0     | 0     | 0        | 0     | 0     | 0        | 0           | ----  | 25    | 5.0      | 5        | 0           | 7        | 0     | 0        | 2        | 0     | 0        | 4     | 3        | 5.40     | 2.40    |
| 2019     | SF       | 23    | 0     | 0     | 0     | 0        | 0     | 0     | 1        | 4           | ----  | 99    | 24.1     | 18       | 1           | 9        | 0     | 0        | 14       | 0     | 0        | 11    | 8        | 2.96     | 1.11    |
| 2021     | MIL      | 14    | 0     | 0     | 0     | 0        | 1     | 2     | 0        | 0           | .333  | 79    | 18.1     | 15       | 2           | 5        | 2     | 4        | 13       | 2     | 0        | 10    | 7        | 3.44     | 1.09    |
| MLB：4年 | MLB：4年 | 57    | 0     | 0     | 0     | 0        | 2     | 2     | 1        | 4           | .500  | 263   | 63.0     | 51       | 5           | 25       | 2     | 4        | 45       | 4     | 0        | 31    | 24       | 3.43     | 1.21    |

- 2021年度シーズン終了時

### 年度別守備成績
| 年 度 | 球 団 | 投手（P） | 投手（P） | 投手（P） | 投手（P） | 投手（P） | 投手（P） |
| 年 度 | 球 団 | 試 合     | 刺 殺     | 補 殺     | 失 策     | 併 殺     | 守 備 率  |
| ----- | ----- | --------- | --------- | --------- | --------- | --------- | --------- |
| 2016  | HOU   | 14        | 1         | 1         | 0         | 0         | 1.000     |
| 2017  | HOU   | 6         | 0         | 1         | 0         | 0         | 1.000     |
| 2019  | SF    | 23        | 0         | 3         | 0         | 0         | 1.000     |
| 2021  | MIL   | 14        | 0         | 1         | 0         | 0         | 1.000     |
| MLB   | MLB   | 57        | 1         | 6         | 0         | 0         | 1.000     |

- 2021年度シーズン終了時

### 背番号
- 61（2016年 - 2017年）
- 74（2019年）
- 31（2021年 - ）